# Börje Dorch
Börje Arne Erik Dorch, född 17 oktober 1929 i Limhamns församling i Malmö, död 5 januari 2004 i Högalids församling i Stockholm, var en svensk tecknare, journalist och författare. Huvudsakligen verksam inom sportens värld. 
Dorch var uppväxt på Södermalm i Stockholm. Tidigt upptäcktes hans tecknartalanger och den självlärde Börje Dorch utmejslade en egen stil med yviga linjer och ett rakt språk i det skrivna. Han var även en duktig amatörboxare med landslagsmeriter och det var främst inom boxningen han var verksam. Dorch grundade Svenska Boxningsförbundets tidning Boxning (tidning) och Föreningen Punchpralinerna. Ett par år arbetade han även med tidningen Nya Swing. Han var barndomsvän med fotbollsspelaren Nacka Skoglund, vilken han efter dennes avslutade fotbollskarriär använde i olika reklamuppdrag med mera. Han finslipade Hammarby IF:s nuvarande klubbmärke. 
Börje Dorch gifte sig 1951 med Sara Hillström (1922–2003).